# Ursina Lardi
Ursina Lardi (* 19. Dezember 1970 in Samedan) ist eine Schweizer Schauspielerin. Sie lebt in Berlin und arbeitet hauptsächlich in Deutschland für Theater, Film und Fernsehen.

## Leben und Wirken

### Ausbildung und Theater
Lardi wuchs zunächst in Poschiavo im italienischsprachigen Teil Graubündens auf. Ihre erste Sprache war Italienisch, die zweite Rätoromanisch. Erst als sie im Alter von zehn Jahren in die deutschsprachige Schweiz umzog, lernte sie intensiver Deutsch. Sie wirkte bereits als Kind bei Theaterproduktionen in Graubünden mit. Von 1986 bis 1992 absolvierte sie eine Ausbildung zur Primarschullehrerin in Chur, ein Praktikum führte sie 1989–1990 nach Bolivien.
1992 ging sie nach Deutschland, wo sie bis 1996 an der Hochschule für Schauspielkunst „Ernst Busch“ Berlin studierte. Lardi hatte Theaterengagements am Maxim-Gorki-Theater in Berlin (1996), am Düsseldorfer Schauspielhaus (Spielzeit 1996/97), am Schauspiel Frankfurt (1997–2001), am Schauspiel Hannover, am Deutschen Schauspielhaus Hamburg (seit 2001), an der Schaubühne am Lehniner Platz in Berlin (seit 2004) und am Berliner Ensemble (2009).
Zu ihren Bühnenrollen in den Jahren 1996–2001 gehörten die Titelrolle der Sara Sampson in der Produktion Stella oder Der letzte Tag der Miss Sara Sampson nach Motiven von Lessing und Goethe (1996, Maxim-Gorki-Theater; Regie: Tom Kühnel/Robert Schuster), die Titelrolle in Wilde/Einar Schleefs Salome (1997, Düsseldorfer Schauspielhaus; Regie: Einar Schleef), Lavinia in Titus Andronicus (1997, Schauspiel Frankfurt; Regie: Kühnel/Schuster), Julia in Romeo und Julia (1998, Schauspiel Frankfurt; Regie: Amélie Niermeyer), Gretchen in Faust I (1999, Schauspiel Frankfurt Regie: Kühnel/Schuster) und Elisabeth von Valois in Don Carlos (1999, Schauspiel Frankfurt; Regie: Jens-Daniel Herzog).
2001 spielte Lardi unter der Regie von Thorsten Lensing die Titelrolle in Jakob Michael Reinhold Lenz’ Theaterfragment Catharina von Siena in den Sophiensälen Berlin. 2002 folgten unter Lensings Regie die Rollen Cordelia/Edgar in König Lear (Koproduktion: Theater T1, Sophiensäle, Theater im Pumpenhaus). Die Zusammenarbeit mit Lensing setzte Lardi bei zahlreichen weiteren Theaterprojekten fort. Seit 2001 tritt sie als Gast am Deutschen Schauspielhaus in Hamburg auf (unter anderem 2002 als Dornröschen in der Uraufführung des Stücks Prinzessinnendramen von Elfriede Jelinek; Regie: Laurent Chétouane).
2004 trat Lardi erstmals an der Berliner Schaubühne auf; sie debütierte dort als Martha Gräfin von Geschwitz in Lulu (Regie: Thomas Ostermeier). Weitere Rollen dort waren unter anderem Elvira in Turista von Marius von Mayenburg (2005; Regie: Luk Perceval) und Warwara Michailowna in Sommergäste von Maxim Gorki (2012; Regie: Alvis Hermanis). Seit der Spielzeit 2012/13 ist Lardi festes Ensemblemitglied der Berliner Schaubühne.
2008 spielte sie, unter anderen in der Hamburger Kampnagelfabrik und den Berliner Sophiensælen, erneut unter der Regie von Thorsten Lensing und Jan Hein, an der Seite von Devid Striesow (als Arzt Astrov) und Josef Ostendorf (als Onkel Wanja) die Rolle der „harschen, eleganten Jeléna, die beide Männer um ihre Ruhe und den Verstand bringt“ in Tschechows Onkel Wanja. Unter der Regie von Lensing/Hein spielte sie 2011 die Rolle der Gutsbesitzerin Ljubow Andrejewna Ranjewskaja in Tschechows Der Kirschgarten (Sophiensæle Berlin, Kampnagel Hamburg). Die Neue Zürcher Zeitung schrieb im November 2011 über Lardis Interpretation der Ranjewskaja: „Ursina Lardi spannt ihre Ranjewskaja zwischen grösstmöglichen Widersprüchen auf: Trotz und Trauer, Verzweiflung und Verzückung. Nie aber lässt sie die Figur ins Sentimentale abdriften, stets ist ihr eine heiter-wütige Mischung eigen, eine schroffe Sanftheit, eine kantige Geschmeidigkeit.“ 2011 folgte unter der Regie von Lensing/Hein der Solo-Abend Die Kleider der Frauen mit Texten nach drei Erzählungen von Brigitte Kronauer (mit Lardi als Rita; Sophiensaele Berlin, Kampnagel Hamburg). 2009 übernahm sie am Berliner Ensemble die Titelrolle in dem Schauspiel Doña Rosita bleibt ledig von Federico García Lorca; Regie führte Thomas Langhoff.
Für ihr Wirken an zahlreichen deutschen Bühnen wurde sie 2006 mit dem Preis des Eliette-von-Karajan-Kulturfonds ausgezeichnet. 2017 erhielt sie den Hans-Reinhart-Ring, der als höchste Auszeichnung im Theaterleben der Schweiz gilt. Anfang März 2020 wurde bekannt, dass sie in diesem Jahr als Allein-Jurorin den Alfred-Kerr-Darstellerpreis vergeben darf.
2020 trat sie erstmals bei den Salzburger Festspielen auf.
Auf der Theater-Biennale Venedig wurde Ursina Lardi 2025 mit dem Silbernen Löwen für darstellende Künste ausgezeichnet. Die Preisbegründung der Biennale-Jury hob hervor, Lardi sei "eine Schauspielerin von gleichbleibend intensiver Tiefe", sie verkörpere "die tausend Nuancen einer Epoche, die am Rande des verzweifelten Zusammenbruchs steht, und zeigt gleichzeitig die Möglichkeit eines Widerstandes...".

### Film und Fernsehen
Lardi spielte auch in einer Reihe von Film- und Fernsehproduktionen. Sie wirkte bei Werner Schroeters Porträt über Marianne Hoppe (Marianne Hoppe – Die Königin, 2000) mit. An der Seite von Ulrich Tukur spielte sie in dem 2009 mit der Goldenen Palme in Cannes ausgezeichneten Spielfilm Das weiße Band – Eine deutsche Kindergeschichte. Sie verkörperte darin die Rolle der sensiblen und in ihrer Ehe unglücklichen Baronin Marie-Louise. In dem Kriminalfilm Der Kameramörder (2010) spielte sie die Rolle der Ehefrau Eva Stubenrauch. In dem deutsch-australischen Spielfilm Lore (2012) verkörperte sie die Mutter der Titelfigur. In dem Schweizer Spielfilm Traumland (2013) verkörperte sie die schwangere Lena, deren Ehemann (Devid Striesow) regelmäßig die Dienstleistungen von Prostituierten in Anspruch nimmt.
Mehrfach war Lardi in Kriminalfilmen der Fernsehreihe Tatort zu sehen. In dem Tatort-Film Der schöne Schein (2011) verkörperte Lardi die Chirurgin und Tatverdächtige Gloria Riekert. In der Tatort-Folge Edel sei der Mensch und gesund (2011) übernahm sie die Rolle der Yvonne Schmuckler; sie verkörperte die Sprechstundenhilfe und Ehefrau des Arztes Dr. Martin Schmuckler. In dem Tatort-Film Wunschdenken (2011) spielte sie die Rolle der Elisabeth Widmer, der Witwe des in einem Wehr ertrunkenen Toten. In der ZDF-Krimireihe Der Staatsanwalt hatte sie in der Folge Der kalte Tod (Erstausstrahlung: Januar 2013) die Rolle der schwangeren Oberärztin Dr. Rosen.
In Andreas Kleinerts TV-Psychodrama Die Frau von früher (Erstausstrahlung: Juni 2013), das auf dem gleichnamigen Theaterstück von Roland Schimmelpfennig basiert, verkörperte Lardi die Rolle der Romy, die ihrer Jugendliebe Frank (Devid Striesow) nach 24 Jahren erstmals wieder begegnet. Im August 2013 war sie an der Seite ihres Schaubühne-Kollegen Lars Eidinger im ARD-Fernsehfilm Du bist dran als «selbstbewusste und zielorientierte» Ehefrau zu sehen, die ein hochkarätiges Job-Angebot erhält und ihrem Mann somit zwangsweise die Rolle des Hausmanns überlässt. Im März 2014 war Lardi wieder in einer Tatort-Produktion zu sehen. In der Folge Frühstück für immer spielte sie eine Rechtsanwältin mit einer Vorliebe für sado-masochistische Fessel- und Sexspiele, die aus enttäuschter Liebe und emotionaler Abhängigkeit zur Mörderin wird. Es folgten weitere Rollen in Tatort-Krimis, so als Kunstprofessorin Claudia Denk im Kölner Tatort: Freddy tanzt (Erstausstrahlung: Februar 2015), als Psychologin Helene Kaufmann im Frankfurter Tatort: Die Geschichte vom bösen Friederich (Erstausstrahlung: April 2016) und als Christine Maihack, die Ex-Geliebte des Berliner Kommissars Karow und Witwe seines früheren Polizeikollegen, im Tatort: Wir – Ihr – Sie (Erstausstrahlung: Juni 2016) und im Tatort: Dunkelfeld (Erstausstrahlung: Dezember 2016). In dem Fernsehfilm Sag mir nichts, der im Dezember 2016 von der ARD erstausgestrahlt wurde, spielte sie Lena, eine verheiratete Frau, die sich auf einen Seitensprung mit einem fremden Mann einlässt und in dieser Begegnung ihre Bedürfnisse und Sehnsüchte auslebt. 2021 folgte ein weiterer Tatort mit dem Titel Videobeweis über eine ehrgeizige Karrierefrau, die in einen Mord verwickelt und zugleich Opfer eines sexuellen Übergriffs zu sein scheint.
2013 erhielt Ursina Lardi für ihre Rolle in dem Spielfilm Lore (2012) eine Nominierung für den Deutschen Schauspielerpreis in der Kategorie «Beste Nebendarstellerin». Für ihre Rolle in Traumland wurde Lardi beim Schweizer Filmpreis 2014 als beste Darstellerin ausgezeichnet und kam 2015 für ihre Rolle in Unter der Haut erneut in die Endauswahl.

## Filmografie (Auswahl)

### Kino
- 2000: Mein langsames Leben
- 2003: Die Ritterinnen
- 2009: Das weiße Band – Eine deutsche Kindergeschichte
- 2010: Der Kameramörder
- 2010: Songs of Love and Hate
- 2011: Der Verdingbub
- 2011: Einer wie Bruno
- 2011: Festung
- 2011: Der Brand
- 2012: Lore
- 2013: Traumland
- 2014: Akte Grüninger
- 2014: A Most Wanted Man
- 2014: Die Lügen der Sieger
- 2015: Unter der Haut
- 2015: Kind 44
- 2017: Casting
- 2017: Der namenlose Tag
- 2018: Il mangiatore di pietre
- 2019: Prélude
- 2021: Das Mädchen und die Spinne
- 2022: La dérive des continents (au sud)
- 2022: Orphea in Love
- 2023: Die Nachbarn von oben
- 2023: Peripheric Love
- 2024: Veni Vidi Vici

### Fernsehen
- 2008: Guter Junge
- 2008: Hurenkinder
- 2008: Canzun Alpina – Stimmen des Herzens
- 2009: KDD – Kriminaldauerdienst – Hoffnung
- 2010: Der Kriminalist – Tod gegen Liebe
- 2011: Der Brand
- 2011: Tatort: Der schöne Schein
- 2011: Tatort: Edel sei der Mensch und gesund
- 2011: Polizeiruf 110: …und raus bist du!
- 2011: Tatort: Wunschdenken
- 2011: Inklusion – gemeinsam anders
- 2012: Ein starkes Team – Die Gottesanbeterin
- 2013: Der Staatsanwalt – Kalter Tod
- 2013: Die Frau von früher
- 2013: Du bist dran
- 2013: Einfach die Wahrheit
- 2014: Tatort: Frühstück für immer
- 2015: Tatort: Freddy tanzt
- 2015: Polizeiruf 110: Ikarus
- 2016: Tatort: Die Geschichte vom bösen Friederich
- 2016: Tatort: Wir – Ihr – Sie
- 2016: Im Nirgendwo
- 2016: Tatort: Dunkelfeld
- 2016: Sag mir nichts
- 2018: Polizeiruf 110: Starke Schultern
- 2018: Spätwerk
- 2019: Helvetica
- 2020: Das Unwort
- 2021: Ferdinand von Schirach: Feinde
- 2021: Meeresleuchten
- 2021: Im Netz der Camorra
- 2021: Tatort: Videobeweis
- 2023: Helen Dorn: Das Recht zu schweigen
- 2024: Laim und die Toten ohne Hosen
- 2024: Tatort: Trotzdem